# 富卡尔维尔
富卡尔维尔（法語：Foucarville，法語發音：[fukaʁvil]）是法国芒什省的一个旧市镇，属于瑟堡区。2016年，富卡尔维尔与市镇圣梅尔埃格利斯、伯兹维尔欧普兰、谢夫迪蓬和埃科克内欧维尔合并为新的圣梅尔埃格利斯。

## 地理
富卡尔维尔（49°26'30"N, 1°15'26"W）面积5.06 平方千米，位于法国诺曼底大区芒什省，该省份为法国西北部沿海省份，西、北、东北三面环大西洋，东起顺时针与卡爾瓦多斯省、奧恩省、马耶讷省和伊勒-维莱讷省接壤。
与富卡尔维尔接壤的市镇（或旧市镇、城区）包括：拉沃诺维尔、伯兹维尔欧普兰、圣日耳曼德瓦尔维尔。

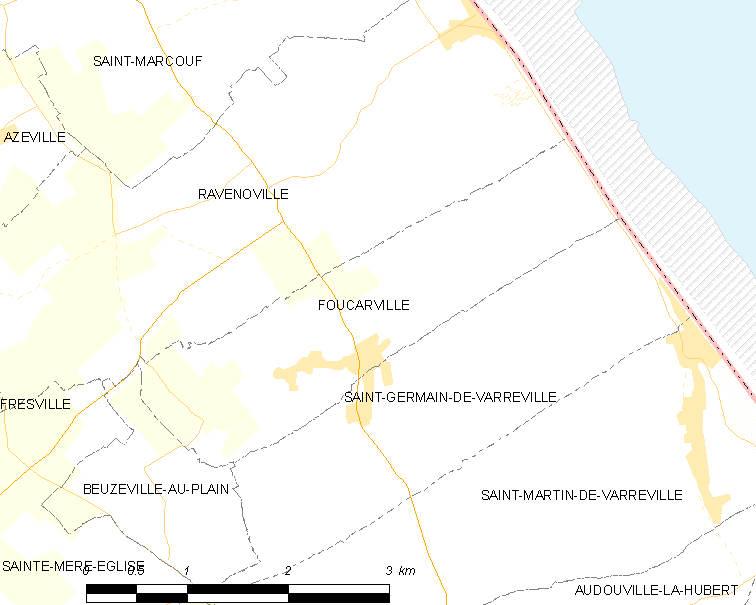
富卡尔维尔的OSM定位图

富卡尔维尔的时区为UTC+01:00、UTC+02:00（夏令时）。

## 行政
富卡尔维尔的邮政编码为50480，INSEE市镇编码为50191。

## 政治
富卡尔维尔所属的省级选区为卡朗唐莱马赖县。

## 人口

1962-2008年间富卡尔维尔人口变化图示

富卡尔维尔于2018年1月1日时的人口数量为124人。